# Kukryniksy

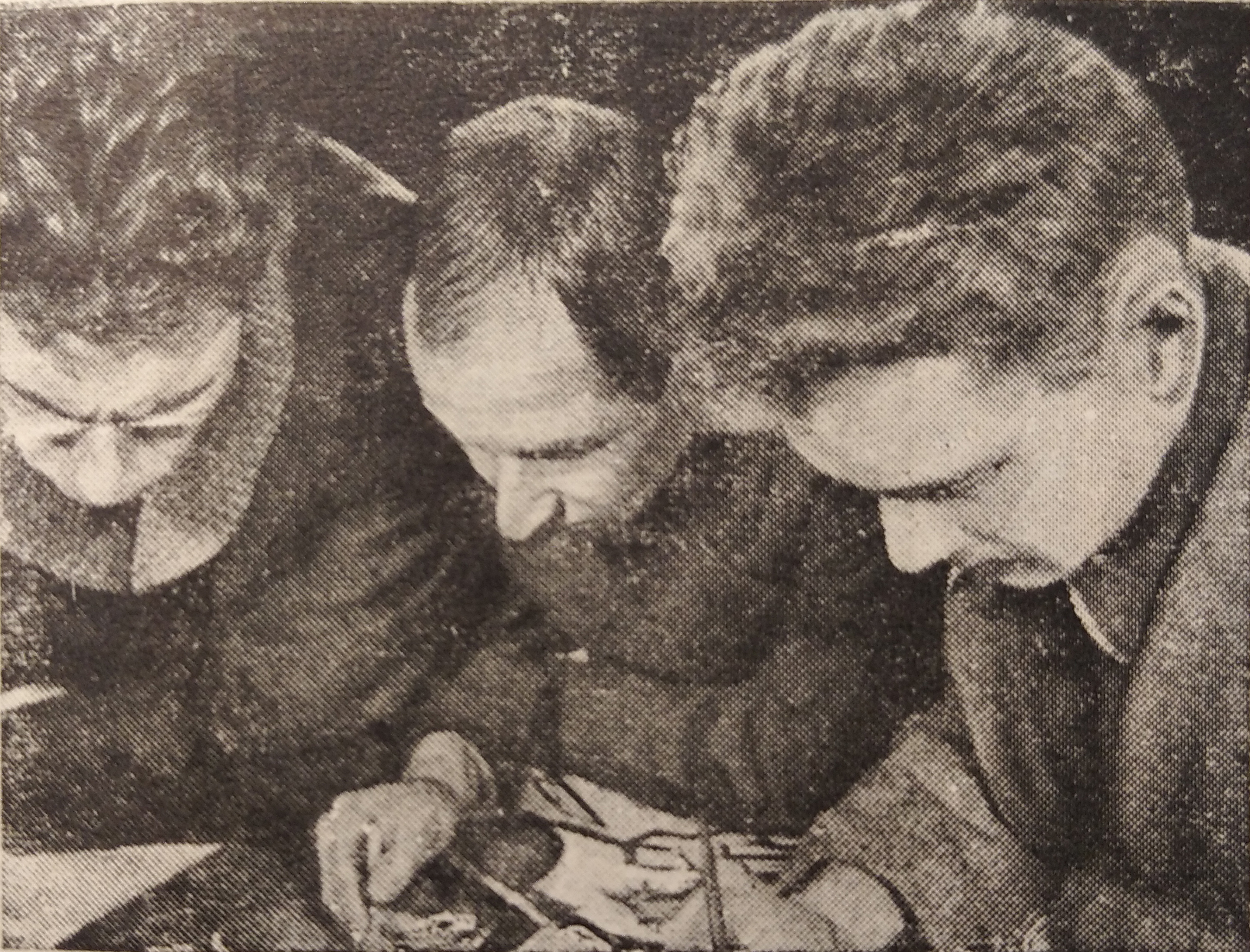
Kukryniksy (1933)

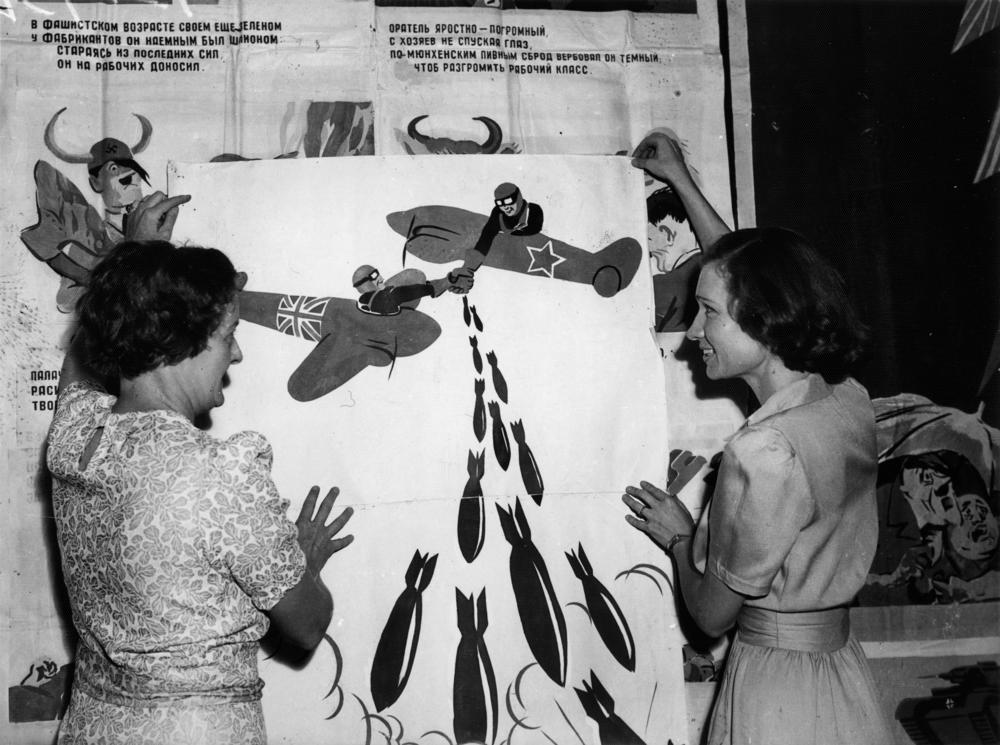
Plakat Kukuryniksów na wystawie w Australii (1942)

Kukryniksy (ros. Кукрыниксы) – trzyosobowa grupa radzieckich malarzy i grafików złożona z Michaiła Kuprijanowa (1903–1991), Porfirija Kryłowa (1902–1990) i Nikołaja Sokołowa (1903–2000). Nazwa grupy pochodzi od liter imion i nazwisk autorów.
Tworzyli karykatury wymierzone we „wrogów Związku Radzieckiego”, ilustracje (między innymi do książek Ilfa i Pietrowa), propagandowe plakaty i obrazy socrealistyczne.
Pierwszy plakat ich autorstwa został wydrukowany 24 czerwca 1941 roku, tuż po rozpoczęciu ataku Niemiec na ZSRR. Publikowali na łamach pisma „Krokodił”. Po II wojnie światowej tworzyli karykatury przywódców państw zachodnich.